# Nakkaş Sinan Bey
Nakkaş Sinan Bey est un miniaturiste et peintre de cour ottoman du XVe siècle. 
Il est envoyé par le sultan Mehmed II à Venise afin d'étudier la peinture occidentale. Lui et son élève Ahmed Siblizade sont spécialisés dans les peintures de portrait de sultans ottomans. Ils utilisent les techniques européennes tels que l'ombrage plat et la perspective.

## Source de la traduction
- (en) Cet article est partiellement ou en totalité issu de l’article de Wikipédia en anglais intitulé « Nakkaş Sinan Bey » (voir la liste des auteurs).